# Edith Parker
Edith Parker, ameriška tenisačica.
Leta 1900 se je v posamični konkurenci uvrstila v finale turnirja za Nacionalno prvenstvo ZDA, kjer jo je premagala Myrtle McAteer, v konkurenci ženskih dvojic pa je turnir osvojila skupaj s Hallie Champlin.

## Finali Grand Slamov

### Posamično (1)

#### Porazi (1)
| Leto | Turnir                   | Nasprotnica v finalu | Rezultat finala |
| 1900 | Nacionalno prvenstvo ZDA | Myrtle McAteer       | 2–6, 2–6, 0–6   |

### Ženske dvojice (1)

#### Zmage (1)
| Leto | Turnir                   | Partnerica      | Nasprotnici v finalu       | Rezultat finala |
| 1900 | Nacionalno prvenstvo ZDA | Hallie Champlin | Marie Wimer Myrtle McAteer | 9–7, 6–2, 6–2   |